# Aeropuerto de Nanaimo
El Aeropuerto de Nanaimo (del inglés: Nanaimo Airport) (IATA: YCD, OACI: CYCD) está ubicado a 7 MN (13 km; 8,1 mi) al sureste de Nanaimo, Columbia Británica, Canadá.
Este aeropuerto es clasificado por NAV CANADA como un puerto de entrada y es sercido por la Canada Border Services Agency. Los oficiales de la CBSA pueden atender aviones de hasta 30 pasajeros.
En 1999, este aeropuerto fue renombrado en honor al as de la Segunda Guerra Mundial, Raymond Collishaw quien nació en Nanaimo. El terminal Nanaimo-Collishaw Air Terminal es el terminal de pasajeros utilizado primariamente por Air Canada.

## Aerolíneas y destinos
- Air Canada Jazz
  - Vancouver / Aeropuerto Internacional de Vancouver